# Serge Gavronsky
Serge Gavronsky (né en 1932 à Paris) est un poète et traducteur américain.

## Biographie
Fuyant la France occupée, il arrive aux États-Unis en 1941. Il est diplômé de l'université Columbia, et est à présent professeur et titulaire de la chaire de français au Barnard College. Il vit à New York

## Honneurs
- 1979 Guggenheim Fellowship[4]
- 1980 Camargo Foundation Fellowship[5]

## Œuvres

### Poésie
- Lectures et compte-rendu, poèmes. Coll. "Textes", Flammarion, 1973.
- Je le suis, poème, illustrations de Michel Kanter, artists’s édition, 1995.
- L’Interminable Discussion, poème avec six gravures sur bois originales de Jean-Marc Scanreigh. Éditions Philippe Millereau, 1996.
- Réduction du triptyque, poème, avec 4 gravures sur bois originales de Jean-Marc Scanreigh, Philippe Millereau, 1996.
- Double or nothing, illustrations de Tony Soulié, , collection « Mémoires », Éric Coisel éditeur, 2001.
- Équivaloir à, illustrations de Tony Soulié, collection « Mémoires », Éric Coisel éditeur, 2001.
- Il était un dire, poème pour livre d'artiste de Patricia Erbelding, collection « Mémoires », Éric Coisel éditeur, 2007.
- AndOrThe: Poems Within A Poem (Talisman House, 2007)

### Traductions
- (en) Poems & texts; an anthology of French poems : translations, and interviews with Ponge, Follain, Guillevic, Frénaud, Bonnefoy, DuBouchet, Roche, and Pleynet, October House, 1969
- (en) Modern French Poetry : a Bilingual Anthology, Columbia University Press, 1975
- (en) Six contemporary French women poets : theory, practice, and pleasures, Southern Illinois University Press, 1997
- (en) Toward a new poetics : contemporary writing in France : interviews, with an introduction and translated texts, University of California Press, 1994, 372 p. (ISBN 978-0-520-08793-4, lire en ligne)
- (en) "A" de Louis Zukofsky, sections 1 à 23, traduit avec François Dominique, cinq volumes aux Éditions Virgile, 1995-2015

### Critiques
- (en) « BLACK THEMES IN SUREAL GUISE », The New York Times,‎ 19 février 1984 (lire en ligne)
- (en) « 'DON'T ASK. ACT' », The New York Times,‎ 5 novembre 1989 (lire en ligne)